# Barbarisme
En barbarisme, ikke at forveksle med barbari, er en fejlagtig og fremmed brug af sproget. Barbarismer er ofte vendinger og ordstillinger, som er importeret fra et andet sprog, som opfattes som fremmede. Selve ordet "barbarisme" kommer af græsk, hvor det betegnede den måde som barbarene benyttede det græske sprog. Betegnelsen kan godt opfattes nedsættende, da den antyder at ikke-danskere er barbarer.

## Eksempler på hyppige barbarismer i dansk
Et hyppigt eksempel er, hvor ordet "venligst" får en ordstilling, der minder om det engelske "please" (Venligst sæt bøgerne på plads efter brug). Denne er efter al sandsynlighed modelleret efter det engelske "please put the books back after use", men er ikke korrekt dansk sprogbrug. Den korrekte danske ordstilling ville være: "Sæt venligst bøgerne på plads efter brug".